# Olle Johnny
Olle Johnny, egentligen Olof Albert Johansson, född 17 april 1916 i Katarina församling, Stockholm, död 1 februari 2007 i Katarina församling i Stockholm, var en svensk dragspelare och kompositör.

## Verksamhet
Under artistnamnet Olle Johnny debuterade han i radio och på skiva 1932. Han samarbetade 1936–1941 med dragspelaren Jack Gill, och har även spelat med Arne Hülphers samt varit kapellmästare för en egen orkester, Olle Johnny Swingers. 
Hans repertoar sträckte sig från dansmusik till så kallad klassisk musik arrangerad för dragspel. Han spelade 1957 i Wozzeck på Kungliga Operan och har anlitats flitigt av teatrar i Sverige. Av egna kompositioner kan nämnas: Vals i Riddarhyttan, Skärgårdsstämning och Svensk-Ungersk Rapsodi. 
Olle Johnny omnämns i Povel Ramels Birth of the gammeldans från revyn På avigan (1966).
En CD utgiven 2006, med titeln Fåglarna vid bäcken, presenterade ett urval av hans kompositioner. Olle Johnny är begravd på Norra begravningsplatsen utanför Stockholm.

## Filmografi

### Musik
- 1950 – Genom vindrutan
- 1950 – Arvet från Pierry
- 1950 – Amerikaresan
- 1950 – Cognac
- 1964 – Klänningen

### Roller
- 1936 – 65, 66 och jag

## Placering i dragspelstävlingar
- Grand Prix, Svenskt mästerskap 1932. 6:e plats.
- Grand Prix, Svenskt mästerskap 1933. 2:a plats.
- Dragspelslandskamp Sverige-Norge 1934. 3:e plats.
- Svenska Mästerskapet 1935. 2:a plats.
- Svenska Mästerskapet 1936. 3:e plats.
- Svenska Mästerskapet 1937. 1:a plats.
- Europamästerskapen 1937. 1:a plats.
- Landskamp mot Norge 1941. 3:e plats.

Enligt Myggans nöjeslexikon borde Olle Johnny ha blivit svensk mästare redan 1932, men han dömdes då bort trots vilda publikprotester.

## Diskografi - LP och CD
- Lyckliga Henriks polka. LP. RCA International Camden YSJL 1-532. 1956-1958.
- Musik på dragspel. LP. Odeon 4E 054-34090. 1970.
- Accordion nordica. LP. Cupol CLPL 1006. 1971
- Fåglarna vid bäcken - og 14 andre trekkspel-favorittar innspelt på 1950-talet. CD. Norild NCD249.
- Där näckrosen blommar. CD. Norild NCD303.